# Austrocercella distans
Austrocercella distans är en bäcksländeart som beskrevs av Günther Theischinger 1984. Austrocercella distans ingår i släktet Austrocercella och familjen Notonemouridae. Inga underarter finns listade i Catalogue of Life.